# Qingdao Hainiu
Qingdao Hainiu Football Club (chiń. 青岛海牛足球俱乐部; pinyin Qīngdǎo Hǎiniú Zǔqiū Jūlèbù) – chiński klub piłkarski, mający siedzibę w mieście Qingdao, w prowincji Szantung. Do sezonu 2013 występował w Chinese Super League.

## Historia nazw
- 1990–1993: Shandong Economic and Trade Commission (山东省经贸委)
- 1993–1997: Qingdao Manatee (青岛海牛)
- 1998–2000: Qingdao Etsong Hainiu (青岛颐中海牛)
- 2001: Qingdao Beer (青岛啤酒)
- 2002: Qingdao Hademen (青岛哈德门)
- 2003–2004: Qingdao Sbright (青岛啤酒)
- 2005–2006: Qingdao Zhongneng (青岛中能)
- 2007: Qingdao Handicraft City
- 2008: Qingdao Shengwen Jonoon
- 2009–2020: Qingdao Jonoon (青岛中能)
- 2021–: Qingdao Hainiu (青岛海牛)